# Доэрти, Одхан
Одхан Доэрти (англ. Aodhan Doherty; 3 мая 2006 года, Белфаст, Северная Ирландия) — североирландский футболист, вингер английского клуба «Блэкберн Роверс» и юношеской сборной Северной Ирландии.

## Клубная карьера
Воспитанник академии «Линфилда» из родного города. Впервые в заявку попал 26 ноября 2022 года на матч против «Крусейдерс». В июле 2023 года был переведён в первую команду. Был включён в заявку команды на матчи квалификации Лиги конференций, но на поле не вышел. В сентябре, несмотря на интерес других североирландских клубов, подписал первый профессиональный контракт до конца сезона 2025/26. Дебютировал 25 ноября в матчи против «Баллимина Юнайтед», заменив на 79-й минуте Джоэла Купера. Первым результативным действием отметился 5 декабря в матче Кубка ирландской лиги, отдав пас на гол Эвана Иста. Игра дошла до серии пенальти, где свой удар Доэрти реализовал. По итогам того розыгрыша «Линфилд» дошёл до финала, где обыграл «Портадаун».
В декабре 2023 года в СМИ появилась информация об интересе к игроку со стороны ряда клубов АПЛ, таких как «Вест Хэм Юнайтед», «Эвертон» и «Брайтон энд Хоув Альбион». К лету 2024 года к ним прибавились «Ноттингем Форест» и «Норвич Сити», однако гонку за вингера выиграл «Блэкберн Роверс», подписавший 15 июня с Доэрти трёхлетний контракт.

## Карьера в сборной
В юношескую сборную первый вызов получил 3 июня 2024 года. Дебютировал 7 июня в товарищеском матче против сборной Словакии, выйдя в стартовом составе. 11 июля 2024 года вместе со своим одноклубником Томом Атчесоном был включён в заявку сборной на домашний Евро. На турнире дебютировал во первой игре группы со сборной Украины, выйдя на замену.

## Достижения
«Линфилд»
- Обладатель Кубка ирландской лиги: 2023/24